# 蒂莫·维尔纳
蒂莫·維爾納（德語：Timo Werner，發音：[ˈtiːmoː ˈvɛʁnɐ]；1996年3月6日—），德國足球運動員，曾被德甲球隊RB莱比锡外借至英超球隊熱刺，司職前鋒或翼鋒，前德國國家足球隊成員。

## 足球生涯

### 俱乐部
出生于斯图加特市分区巴特坎施塔特的维尔纳在整个幼年时期都效力于当地俱乐部施泰因哈登费尔德（TSV Steinhaldenfeld），直至以U7梯队小将的身份转投斯图加特体育俱乐部。至2012-13赛季，他已代表斯图加特的U19梯队参加德國19歲以下足球甲級聯賽，尽管他同时还具备U17梯队的参赛资格。赛季结束后，维尔纳以24球荣膺U-19德甲联赛南部/西南赛区的射手王。在接下来的赛季，他又随这支施瓦本俱乐部的一线队完成了季前集训。
2013年8月1日，维尔纳在2013–14年歐霸盃第三轮资格赛对阵的首回合比赛中先发登场，完成在斯图加特的正式比赛首秀。凭借17岁4个月零25天的年龄，他成为了俱乐部有史以来在正式比赛中初次亮相的最年轻球员。在职业生涯首秀的三天后，维尔纳又在2013-14赛季德国足协杯首轮对阵柏林迪纳摩的比赛中，迎来代表俱乐部一线队参加的首场国家级杯赛。
作为在U-17年龄组表现最出色的年青球员，维尔纳于2013年被德国足协授予弗里茨·瓦尔特奖金奖。2016年8月14日，在对阵勒沃库森的2013-14赛季德甲第二轮比赛中，他又完成了德甲首秀，从而以17岁零164天的年龄取代格哈德·波施纳，成为俱乐部历史完成德甲首秀的最年轻球员。而在同年9月1日，维尔纳又在主场对阵霍芬海姆1899的比赛中首次作为首发球员参加德甲，并以2次助攻帮助斯图加特以6比2大胜对手。至该赛季第6轮，维尔纳终于在主场迎战法兰克福的比赛中射入德甲首球，再使他成为俱乐部历史上最年轻的德甲入球者。此外，他还是德甲最年轻的单场梅开二度球员：在第12轮对阵弗赖堡的比赛中，他的入球帮助斯图加特分别将比分改写为2比0及3比1。
2014年3月6日，在维尔纳18岁生日之际，他与斯图加特签署了一份期至2018年6月底的职业合同。
2016年夏天，维尔纳从此前已降级的斯图加特转会至德甲升班马RB莱比锡，并接受了一份为期四年的合同。在2016年12月3日对阵沙尔克04的德甲比赛中，当值主裁判巴斯蒂安·丹克特于开场仅1分钟便判罚沙尔克门将犯规并处以点球，这是因为维尔纳在禁区内摔倒。随后媒体广泛报道这一行为是插水，并指责球员不诚实的比赛态度。维尔纳在一天后接受采访时承认了这一点。
2020年6月18日，車路士正式官方宣布添姆雲拿將於來季加盟車路士。而他將繼續完成該季德甲賽事，直至7月份才會於倫敦接受體測。另外，他亦將不會繼續代表RB萊比錫出戰8月份復賽的歐聯比賽。9月14日，在客场3-1战胜白禮頓的比赛中，他首次在联赛中亮相。
2022年夏天，維爾納重返RB萊比錫。

### 国家队
2010年11月9日，维尔纳代表德国U15青年队在对阵波兰U15的比赛中完成国家队首秀，并达成“完美”帽子戏法。而在2011年9月19日，首次代表德国U16出战的他也在对阵苏格兰U16的比赛中射入1球。他在2012年4月14日对阵奥地利U17的比赛中迎来德国U17首演，并在随后入选了参加2012年欧洲U-17足球锦标赛的大名单。维尔纳随德国U17在这届赛事中成为欧洲亚军，并在对阵荷兰U17的决赛中踢满全场。至2013年5月30日，即距离他届满17岁后仅两个月，维尔纳便入选德国U19，在对阵丹麦U19的比赛中首次登场，并成功射入1球。
在2015年欧洲U-19足球锦标赛期间，维尔纳于分组赛末轮对阵俄罗斯U19的比赛中射入1球，将比分改写为2比2。至2015年9月3日，在维尔纳代表德国U21对阵丹麦U21的首秀比赛中，他又射入扳平比分的1球。
2017年俄羅斯洲際國家盃雲拿入選名單，並協助以試陣為主的德國隊一路殺入決賽。決賽中雲拿雖沒建功，但德國隊仍以1比0小勝智利得到國家史上首座洲際國家盃冠軍獎盃。整個賽事中雲拿與同隊的及一樣射入3球，但以助攻數目居先而獲得賽事的金靴獎。

## 个人生活
维尔纳的父亲是德国前职业球员京特·舒，1970年代初曾效力于斯圖加特踢球者。维尔纳使用的是他母亲扎比娜（Sabine）的姓氏，因其父母并未结婚。

## 榮譽

### 俱樂部
切爾西
- 欧洲冠军联赛 冠軍：2020–21[17]
- 欧洲超级杯冠军：2021
- 国际足联俱乐部世界杯冠軍：2021

RB萊比錫
- 德國足協盃冠軍 : 2022–23
- 德國超級盃冠軍 : 2023[18]

 热刺
- 欧洲联赛冠軍：2024–25年

### 國家隊
德國國家隊
- 洲際國家盃冠军：2017年

### 個人
- 弗里茨·瓦尔特奖：2013年（U17组金奖）
- 弗里茨·瓦尔特奖：2015年（U19组|银奖）
- 洲際國家盃：2017年金靴獎